# رزق الله حسون
رِزْق الله حَسُّون (1240 - 1297 هـ / 1825 - 1880 م) هو صحافي وأديب أرمني، من أهل حلب.

## ترجمته
هو رزق الله بن نعمة الله بن يوسف حسون الحلبي. أنشأ في الآستانة جريدة «مرآة الأحوال» وانتقل إلى لندن، وبها توفي. اتقن من اللغات الأرمنية والعربية والتركية والفرنسية والإنكليزية والروسية.

## آثاره
له «أشعر الشعر» نظم به ستة أسفار من التوراة، و «النفثات» ديوان أصدره من لندن عام 1869 م.